# Scaphochlamys malaccana
Scaphochlamys malaccana là một loài thực vật có hoa trong họ Gừng. Loài này được John Gilbert Baker mô tả khoa học đầu tiên năm 1892.

## Mẫu định danh
Thông tin về các mẫu định danh lấy theo Baker (1892), Ridley (1899), Schumann (1904) và ZRC.
Mẫu định danh cho danh pháp Scaphochlamys malaccana của Baker bao gồm: Griffith W. 5761, do William Griffith (1810-1845) thu thập tại núi Ophir (Gunung Ophir), tọa độ khoảng 2°22′22″B 102°36′29″Đ / 2,37278°B 102,60806°Đ (ZRC đề cập tọa độ khoảng 2°15′0″B 102°15′0″Đ / 2,25°B 102,25°Đ trong bang Malacca là không chính xác - vì tọa độ này nằm trong khu vực thành phố Malacca), bang Johor, Malaysia bán đảo. Mẫu lectotype lưu giữ tại Vườn Thực vật Hoàng gia tại Kew (K), các isolectotype lưu giữ tại Đại học Aarhuus, Đan Mạch (AAU), Bảo tàng Lịch sử Tự nhiên Quốc gia Pháp (P). Các syntype cho danh pháp này được lưu giữ tại Vườn Thực vật Hoàng gia tại Kew (K) bao gồm: Maingay A.C. 1579 do Alexander Carroll Maingay (1836-1869) thu thập tại xấp xỉ cùng tọa độ như các mẫu của Griffith; và Hullett R.W. s. n. do Richmond William Hullett (1843-1914) thu thập.
Mẫu định danh cho danh pháp Kaempferia cumingii của Schumann là Cuming H. 2356 do Hugh Cuming (1791-1865) thu thập năm 1840 ở xấp xỉ cùng tọa độ như đề cập trên đây trên núi Ophir. Mẫu lectotype lưu giữ tại Vườn Thực vật Hoàng gia tại Kew (K), nó cũng là syntype cho S. malaccana của Baker. Các isolectotype lưu giữ tại Vườn Thực vật Hoàng gia tại Edinburgh (E), Naturalis ở Leiden, Hà Lan (L), Bộ sưu tập Khoa học tự nhiên bang Bayern (Staatliche Naturwissenschaftliche Sammlungen Bayerns, SNSB) ở München (M), Bảo tàng Lịch sử Tự nhiên Quốc gia Pháp ở Paris (P).
Mẫu holotype được lưu giữ tại Vườn Thực vật Hoàng gia tại Kew (K) cho danh pháp Gastrochilus lancifolius của Ridley là Lake H.W. & Kelsall s. n., do Harry W. Lake và Kelsall Harry Joseph (1867-1950) thu thập năm 1892 tại Kwala Sembrong, bang Johor.
Hai mẫu syntype được lưu giữ tại Vườn Thực vật Singapore (SING) cho danh pháp Gastrochilus scaphochlamys của Ridley là:
- Feilding J.B. s. n. do Feilding J. B. thu thập tháng 10 năm 1892 tại Bukit Muar, bang Johor. Lưu ý rằng Schumann (1904) và Holttum (1950) viết là Fielding,[10][14] nhưng tác giả gốc là Ridley (1899) viết là Feilding.[8] Xem thêm về Feilding J. B. tại trang 121, phần 4 và 5, số 4, năm 1927 của The Gardens’ Bulletin. Straits Settlements.[15]
- Ridley H.N. 3141, do Henry Nicholas Ridley (1855-1956) thu thập ở xấp xỉ cùng tọa độ như đề cập trên đây trong rừng dưới núi Mering (Gunung Mering),[14] một ngọn núi thấp hơn ở gần núi Ophir.

## Phân bố
Loài này có tại Malaysia bán đảo (các bang Johor, Melaka, Negeri Sembilan, Pahang). Được tìm thấy trong rừng, ven suối hay trên dốc núi, nơi có các khoảng trống dưới tán cây.

## Mô tả
Thân rễ hướng xiên lên, được các rễ cọc hỗ trợ. Các chồi lá ngắn, cách nhau ~2 cm, thường 2 lá, với cụm hoa đầu cành; các bẹ ngoài màu ánh tía. Phiến lá ~20 × 4,5–6 cm, hơi bất đối xứng, hình elip, hẹp thành đỉnh nhọn (không nhọn thon) và đáy hình nêm, hơi có lông ở mặt dưới về phía đáy; cuống lá dài ~10 cm, khá thanh mảnh; lưỡi bẹ nhỏ; bẹ dài tới ~6 cm, hẹp. Cụm hoa với cán hoa thanh mảnh, có lông nhiều hay ít, dài 5–12 cm và 6-8 lá bắc lớn, cách nhau khoảng 0,7-2,5 cm, sắp xếp xoắn ốc trên trục thanh mảnh, ngoằn ngoèo nhiều hay ít, dài 8–10 cm, lộ ra bởi các lá bắc tỏa rộng, mỗi lá bắc mang 3-7 hoa trong nách của nó. Lá bắc màu xanh lục, dài 3–5 cm, rộng 1,2-1,7 cm, hình elip khi dẹt, với đỉnh thuôn tròn hơi nhọn đột ngột và mép cuốn trong về phía đáy, kết cấu rắn chắc, có lông mềm ở măt dưới - ít nhất là gần đáy và đỉnh, nhẵn nhụi khi già. Lá bắc con thứ nhất dài ~1,2 cm; các lá bắc con còn lại ngắn hơn. Hoa thơm. Đài hoa với bầu nhụy dài ~1 cm, hình ống, hơi phồng, các răng gần nhau, khe chẻ 3 mm xuống bên kia. Ống tràng màu trắng, thanh mảnh tại đáy, nở rộng về phía đỉnh, dài ~2,5 cm. Các thùy màu trắng, dài ~1,3 cm, nhọn, rộng 4–5 mm ở đáy, mép cụp trong về phía đỉnh. Nhị lép màu trắng, dài bằng thùy tràng hoa, thuôn dài với chóp thuôn tròn, rộng ~4 mm. Cánh môi ~1,8 × 1,4 cm, màu trắng với dải giữa màu vàng, đôi khi với đường màu tím hoa cà nhạt hay màu tía ở cả hai bên dải giữa về phía đáy, hình trứng ngược, 2 thùy sâu (gần 50% chiều dài), các thùy thuôn tròn và hơi xếp chồng. Chỉ nhị dài ~ 3 mm, rộng; các túi phấn dài ~3 mm, phần đáy rời và nhọn; mô liên kết ở đỉnh tạo thành mào uốn ngược rộng ~4 mm, dài ~2,5 mm, thuôn tròn và hơi 3 thùy, mép hơi nhăn.